# Lovoa trichilioides
Lovoa trichilioides, llamada comúnmente nuez africana (del inglés 'African walnut') o embero, es una especie arbórea nativa de África perteneciente a la familia Meliaceae. Su madera se relaciona con la caoba americana y otras especies de árboles de madera fina. 

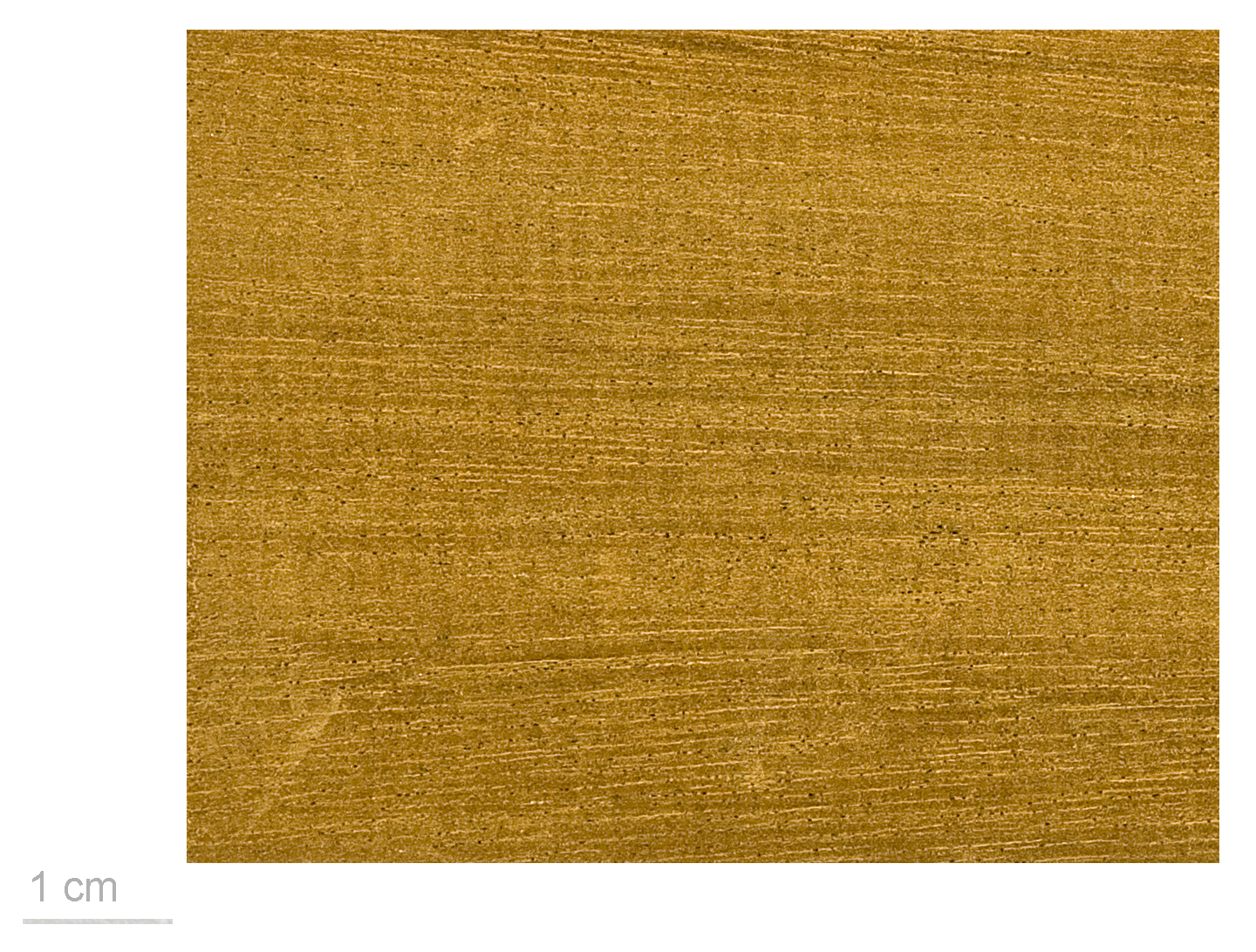
Lovoa trichilioides - MHNT

Es una de las dos principales especies madereras del Congo.

## Descripción
Árbol que puede superar los 45 m de altura. De tronco recto y hojas pinnadas con cuatro a seis folíolos. Es una especie monoica. Las flores, de color blanco verdoso, surgen en largos racimos. Los frutos, de forma cilíndrica, son de color negro con una cubierta leñosa, cada uno contiene entre cuatro a ocho semillas aladas.

## Distribución y hábitat
Se halla en Angola, Camerún, República del Congo, República Democrática del Congo, Costa de Marfil, Gabón, Liberia, Nigeria, Sierra Leona, Tanzania y Uganda.
Crece en terrenos húmedos y profundos de bosques perennifolios y caducifolios del África occidental y oriental.
Se encuentra amenazada por pérdida de su hábitat y tala excesiva. Su germinación se ve limitada por la corta duración vital de las semillas que además son ingeridas y apreciadas por diversos animales.

## Taxonomía
Lovoa trichilioides fue descrita por Hermann Harms y publicado en Botanische Jahrbücher für Systematik, Pflanzengeschichte und Pflanzengeographie 23: 165. 1896.
Sinonimia
- Lovoa klaineana Pierre ex Sprague[5]